# Otto Dullenkopf

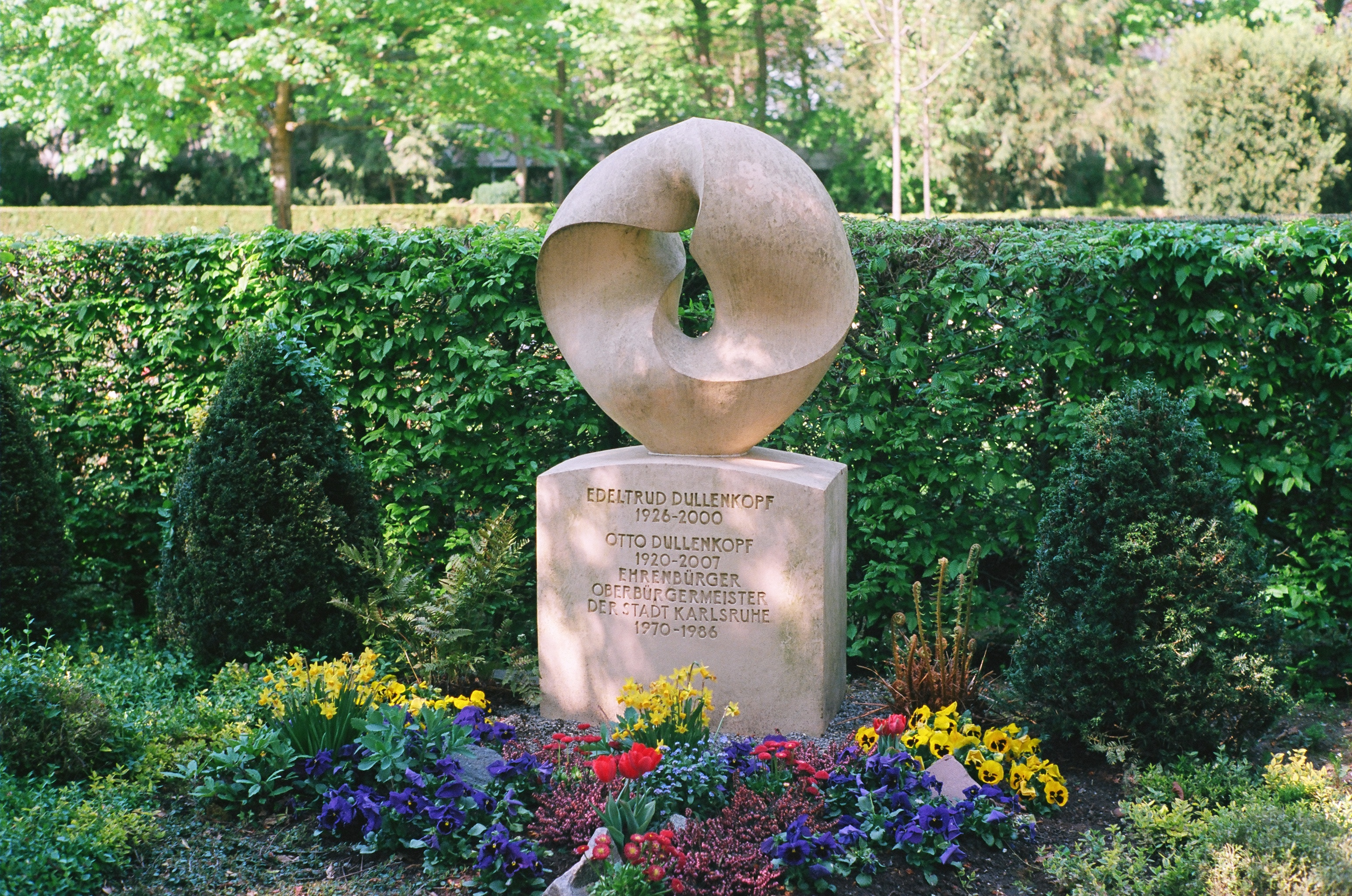
Grabmal von Otto Dullenkopf auf dem Friedhof Rüppurr

Otto Dullenkopf (* 11. Februar 1920 in Karlsruhe; † 10. Juli 2007 ebenda) war ein deutscher Politiker der CDU. Er war von 1970 bis 1986 Oberbürgermeister der Stadt Karlsruhe.

## Leben
Der gelernte Bankkaufmann begann seine politische Karriere nach dem Zweiten Weltkrieg. Von 1947 bis 1961 war er Stadtrat in Karlsruhe. Ab 1956 bis 1970 war er Abgeordneter der CDU im Landtag von Baden-Württemberg. Von 1961 bis 1970 war er Bürgermeister und ab 1970 Oberbürgermeister der Stadt Karlsruhe. Er löste Günther Klotz, der nicht mehr zur Wahl antrat, in diesem Amt ab und übte es bis zum 30. Juni 1986 aus.
Innerhalb der Partei war er ab 1947 Kreisvorsitzender der Jungen Union, 1948 Landesgeschäftsführer der CDU, von 1959 bis 1961 Fraktionsführer der CDU im Gemeinderat und von 1968 bis 1970 Vorsitzender der CDU Nordbaden.
In Dullenkopfs 16-jährige Amtszeit als Oberbürgermeister fällt die Schaffung von Fußgängerzonen zunächst rund um die Hauptpost (heute Postgalerie) sowie den Marktplatz (1972), denen in den darauffolgenden Jahren weitere Bereiche in der Innenstadt folgten, bis 1984 schließlich die autofreie Einkaufszone auf einen durchgehenden Bereich der Kaiserstraße vom Europaplatz bis zum Kronenplatz angewachsen war. Des Weiteren wurden unter Oberbürgermeister Dullenkopf sieben Gemeinden nach Karlsruhe eingemeindet.
Am 12. Mai 1975 erhielt Otto Dullenkopf von der damaligen Universität Karlsruhe die Würde eines Ehrensenators. Am 13. Mai 1986 wurde er zum Ehrenbürger der Stadt Karlsruhe ernannt, im gleichen Jahr erhielt er das Große Bundesverdienstkreuz.
2012 wurde der von 1997 bis 2001 gebaute Ostauepark in Karlsruhe in Otto-Dullenkopf-Park umbenannt.